# Кирил Боянов (офицер)
Кирил Иванов Боянов е български офицер, майор.

## Биография
Кирил Боянов е роден в село Долно Драглище, тогава в Османската империя, днес в България. Брат е на Серафим Боянов. Завършва Солунската българска мъжка гимназия и Военното училище в София. Загива по време на Балканската война на 3 ноември 1912 година в чаталджанското село Аврен.
Негов внук е Кирил Боянов.